# スミス夫人
スミス夫人（スミスふじん）は、かつて吉本興業で活動していたお笑いコンビ。1989年結成。2001年解散。

## メンバー
- 松村 博司（まつむら ひろし 1970年8月9日 - ）

ボケ担当。大阪府大阪市出身。
- 灘儀 武（なだぎ たけし 1970年10月9日 - ）

ツッコミ担当。大阪府堺市出身。

## 来歴
共にNSC大阪校8期生。NSC在学中の1989年8月にコンビ結成。コンビ名はコメディ映画『スミス夫妻（Mr. and Mrs. Smith）』（1941年、日本未公開）からとられた。
1994年、お笑い勝ち抜き番組『爆笑BOOING』（関西テレビ）の第4回・第6回グランドチャンピオン大会に出場。
1996年、後継番組の『超!爆笑BOOING』にてグランドチャンピオンに輝く。
1997年、『オールザッツ漫才』（毎日放送）優勝。
2001年、なだぎがコンビ解散を切り出し、松村が受け入れたためコンビ解散となった。灘儀は理由として、所属していた心斎橋筋2丁目劇場が閉館する際引継ぎ先となったBASEよしもとのメンバーにも入れず、競艇場の営業でスベり倒した事がきっかけの一つと語っている。
解散後、灘儀はピン芸人として活動した後、芸名を「なだぎ武」とし、お笑いグループ「ザ・プラン9」の一員として活動（2015年5月に脱退しピン芸人に転向）。松村は解散と共に芸能界を引退。

## 出演番組
- オールザッツ漫才（毎日放送）1990年 - 2000年（11年連続出場）
- 爆笑GONGSHOW（関西テレビ）
- 笑いの剣（朝日放送）
- すんげー!Best10（朝日放送）
- PUSH!（朝日放送）
- Mars TV（フジテレビ）
- 爆笑BOOING（関西テレビ）5週勝ち抜きチャンピオン
- 超爆笑BOOING（関西テレビ）7週勝ち抜きグランドチャンピオン
- 爆笑オンエアバトル（NHK）戦績0勝1敗 最高309KB